# Stefan Batory (zm. 1493)
Stefan Batory z Ecsed (ur. ok. 1430, zm. 1493) – magnat węgierski, syn Stefana Batorego i Barbary Butkai.

## Życiorys
Za rządów króla węgierskiego Macieja Korwina, Stefan otrzymał godność żupana komitatu Szatmár oraz tytuł sędziego dworskiego. W 1478 został mianowany przez króla wojewodą siedmiogrodzkim. W 1479 wraz z Pálem Kinizsim odniósł zwycięstwo nad Turkami w bitwie na Chlebowym Polu. Stefan Batory do końca życia pozostał w stanie bezżennym i zmarł nie pozostawiwszy potomka.